# Titularbistum Sata
Sata ist ein Titularbistum der römisch-katholischen Kirche. 
Es geht zurück auf einen früheren Bischofssitz in der gleichnamigen antiken Stadt, die sich in der spätantiken römischen Provinz Augustamnica befand. Das Bistum gehörte der Kirchenprovinz Pelusium an.
| Titularbischöfe von Sata |                       | |                 |               |
| Nr.                      | Name                  | Amt | von             | bis           |
| 1                        | James Edward Walsh MM | Apostolischer Vikar von Jiangmen (Republik China/Volksrepublik China) Generalsuperior des Maryknoll-Missionsordens | 1. Februar 1927 | 29. Juli 1981 |